# Амінево (Караідельський район)
Амі́нево (рос. Аминево, башк. Әмин) — присілок у складі Караідельського району Башкортостану, Росія. Входить до складу Байкібашевської сільської ради.
Населення — 100 осіб (2010; 125 у 2002).
Національний склад:
- башкири — 74 %